# Politikwissenschaft
Politikwissenschaft – auch Politische Wissenschaft, Wissenschaft von der Politik, Wissenschaftliche Politik oder Politologie – ist als Integrationswissenschaft ein Teil der modernen Sozialwissenschaften und beschäftigt sich mit dem wissenschaftlichen Lehren und Erforschen politischer Prozesse, Strukturen und Inhalte sowie den politischen Erscheinungen und Handlungen des menschlichen Zusammenlebens. Die Politikwissenschaft zählt von ihrer Entwicklung als Wissenschaftsdisziplin im weiteren Sinne auch zu den Staatswissenschaften. Mit Nachbardisziplinen wie der Soziologie, der Rechtswissenschaft, der Geschichtswissenschaft, den Wirtschaftswissenschaften und der Psychologie erschloss sie sich inzwischen einen interdisziplinär angelegten Untersuchungsgegenstand, der über den Staat und seine Institutionen als Forschungsgegenstand hinausreicht.
Das Fach wird in verschiedene Teilbereiche untergliedert. Grundlegend ist die Differenzierung zwischen den Bereichen Politische Theorie (einschließlich Politische Philosophie und Ideengeschichte), Vergleichende Politikwissenschaft (früher Vergleichende Regierungslehre oder Vergleichende Analyse politischer Systeme) und Internationale Beziehungen (einschließlich Internationale Politik). Im Fall eines breiter angelegten Lehrangebots, wie es an manchen Universitäten betrieben wird, werden beispielsweise zusätzlich die Teildisziplinen System- bzw. Regierungslehre, Politische Soziologie, Politische Ökonomie, Politische Methodenlehre, Verwaltungswissenschaft, öffentliches Recht und Politikfeldanalyse oder in jüngerer Zeit Geschlechterforschung unterschieden.
Ein Wissenschaftler auf dem Gebiet der Politikwissenschaft wird als Politikwissenschaftler oder Politologe bezeichnet.

## Gegenstand der Forschung

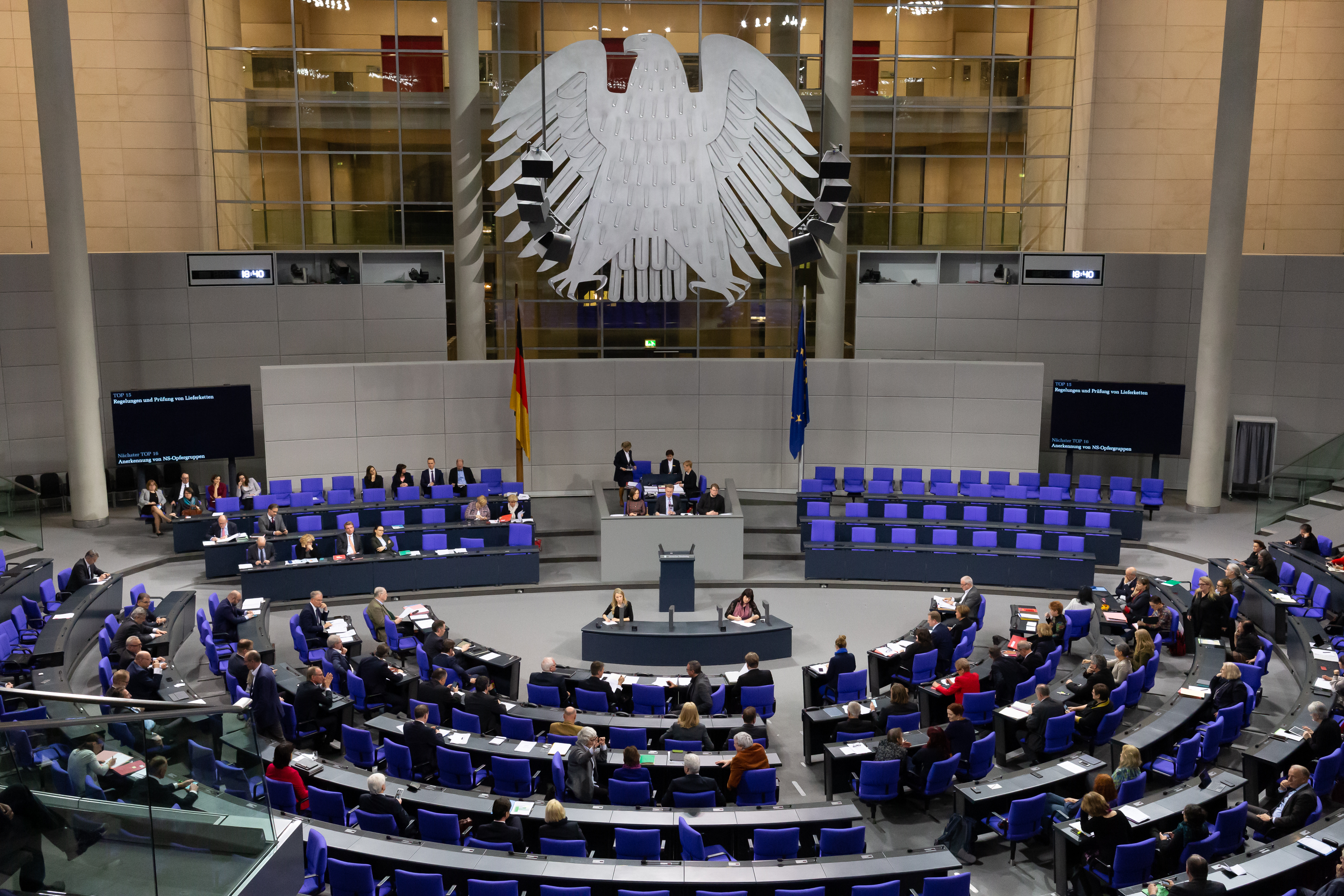
Der Plenarsaal des Deutschen Bundestages

Die Politikwissenschaft befasst sich mit dem gesellschaftlichen Zusammenleben der Menschen und untersucht, wie dieses Zusammenleben geregelt ist und geregelt werden kann. Ihr Gegenstandsbereich reicht demnach grundsätzlich über eine Beschäftigung mit der Tagespolitik hinaus. Ihr Untersuchungsinteresse erfordert die Analyse von grundlegenden Prinzipien, Zusammenhängen und von Ursache- und Wirkungsmechanismen des menschlichen Zusammenlebens in seinen unterschiedlichen Formen. Dabei berücksichtigt sie u. a. institutionelle, prozedurale, sachlich-materielle und politisch-kulturelle Gesichtspunkte. Ein besonderes Augenmerk richtet die moderne Politikwissenschaft auf die Frage, wie staatliche und zivilgesellschaftliche Akteure agieren, wie politische Entscheidungsprozesse ablaufen, wie Machtverhältnisse entstehen und auf gesellschaftliche Strukturen einwirken.
Schon in der Antike beschäftigte sich die politische Philosophie und Staatsphilosophie (s. a. Chanakya) nahezu normativ-ontologisch mit der Frage, wie das Zusammenleben der Menschen am besten gestaltet werden könne. Dies lässt sich bis zu den altgriechischen Philosophen – vor allem auf Platon (Politeia – Der Staat) und Aristoteles – zurückführen und ist bis heute Gegenstand der philosophischen und ideengeschichtlichen Politischen Theorie. Als normative Wissenschaft wurde die Politikwissenschaft auch nach ihrer Gründung als akademische Disziplin in der Geschichte der Bundesrepublik Deutschland nach 1945 verstanden und konzipiert (Demokratiewissenschaft). Die deutsche Tradition policeywissenschaftlicher und kameralwissenschaftlicher Forschung war vom 19. bis 20. Jahrhundert abgebrochen. Im Verbund mit der Rechtswissenschaft entstand die Politikwissenschaft zunächst als Teil der Staatswissenschaften, zu denen sie auch heute noch gezählt werden kann, obwohl der Staat und seine Funktionen nicht mehr ihr ausschließliches Untersuchungsobjekt ist.
Ausgehend von der Entwicklung des Faches in den Vereinigten Staaten wurde die Politikwissenschaft seit den 1960er Jahren methodisch stärker vom Aufkommen des Behavioralismus sowie von den sozialwissenschaftlich orientierten empirisch-analytischen Methoden beeinflusst. Damit einher ging eine zunehmende Orientierung des Faches hin zu positivistischen Fragestellungen.
Ziel der modernen empirischen Politikwissenschaft ist es, aus der Beschäftigung mit der Gesellschaft und ihren Strukturen Zusammenhänge zu bestimmen, die das Zusammenleben von Menschen erklären und beschreiben. Dieser Zweig des Faches ist stark methodisch geprägt und arbeitet sowohl quantitativ als auch qualitativ. Eine abschließende Wertung der Untersuchungsergebnisse muss hierbei entfallen. Damit orientiert sich dieser prominente Zweig des Faches analytisch und methodisch an den Naturwissenschaften und wird im Allgemeinen nach wie vor wesentlich durch US-amerikanische Entwicklungen und Innovationen geprägt. Dies betrifft vor allem die analytische Stringenz (Einsatz mathematischer Modelle, die sogenannte Theorie der rationalen Entscheidung) sowie methodische Rigorosität (Einsatz statistischer Verfahren).
Etwas anders stellt sich das Fach im Bereich der modernen theoretischen bzw. normativen Politikwissenschaft dar, der größtenteils mit dem eher geisteswissenschaftlich orientierten Teilfach der Politischen Theorie zusammenfällt: In Anknüpfung an die lange normative Tradition der Politischen Wissenschaft, werden hier gesellschaftliche Werthaltungen auf ihren normativen Gehalt hin analysiert und vor dem Hintergrund ideen- und philosophiegeschichtlicher Kontexte diskutiert und bewertet. Dabei bedient man sich beispielsweise der Methode der analytisch-hermeneutischen Textinterpretation oder anderer qualitativer Verfahren. Die Beschäftigung mit Werturteilen steht dementsprechend mitunter im Zentrum der Politischen Theorie als Teilfach der Politikwissenschaft. Im Besonderen gilt dies für die Politische Philosophie als betont normativer politischer Theorie.

## Name und Begriff
Das wissenschaftliche Fach Politik wird im deutschsprachigen Raum seit dem Ende des Zweiten Weltkriegs zumeist unter der Bezeichnung Politikwissenschaft gelehrt. Gleichwohl gab es schon vorher Ansätze, eine solche Disziplin im Deutschen Reich zu etablieren. Eine übliche Bezeichnung des Studiengangs lautete Staatswissenschaft(en).
1920 wurde die Deutsche Hochschule für Politik (DHfP) in Berlin gegründet, die Vorläuferin des heutigen Otto-Suhr-Instituts der Freien Universität Berlin. An der DHfP lehrten jedoch hauptsächlich Wissenschaftler anderer Disziplinen, da es zum damaligen Zeitpunkt eine Politikwissenschaft im engeren Sinne in Deutschland noch nicht gab –, im Unterschied zu den USA. Politikwissenschaft wurde in den 1920/30er Jahren und auch noch nach dem Zweiten Weltkrieg als Demokratie- und Integrationswissenschaft interpretiert, die Inhalte und Methoden anderer, verwandter Wissenschaften aufnahm.
Heute hat die Begriffsbestimmung Politikwissenschaft die –, an die angelsächsische angelehnte Bezeichnung political science –, frühere Fachbezeichnung Politische Wissenschaft abgelöst. Ebenso außer Gebrauch gekommen sind Wissenschaft von der Politik oder Wissenschaftliche Politik, wie sie mit der Einrichtung von Lehrstühlen an Universitäten seit Beginn der 1950er Jahre noch verbreitet waren. Die Bezeichnung Politikwissenschaft wird heute bevorzugt, weil sie den Gegenstand des wissenschaftlichen Bemühens, die Erforschung der Politik und ihrer Prozesse begrifflich verständlicher macht. Dieser Wissenschaftsbegriff des Faches ist inzwischen an den Universitäten allgemein eingeführt. Politikwissenschaft wird nicht aus politischen Motiven betrieben und dient auch nicht konkret politischen Zwecken. Basierend auf dem Prinzip der Wertfreiheit, unterscheidet sie strikt zwischen theoretischer Politikwissenschaft und der realen Politik. Ein Politiker macht Politik, ein Politikwissenschaftler setzt sich wissenschaftlich mit politischen Fragen auseinander.
Bei Instituts- oder Seminar-Bezeichnungen einiger traditioneller Universitäten, darunter solchen, die das Fach 'Politik' in den Nachkriegsjahren als erste einführten, existieren dennoch weiterhin die klassischen Fachbezeichnungen Politische Wissenschaft, Wissenschaft von der Politik oder Wissenschaftliche Politik. Die Bezeichnung Politologie, die am Berliner Otto-Suhr-Institut in den Fünfziger Jahren von Hochschullehrern geprägt wurde, ist ebenfalls und besonders für Studienabsolventen gebräuchlich. Die genannten Begriffe sind weitgehend synonym zu verstehen. Wenn in der Bundesrepublik und im weiteren deutschsprachigen Raum überhaupt noch an unterschiedlichen Bezeichnungen für den denselben Wissenschaftsgegenstand festgehalten wird, hat das vornehmlich kulturelle und wissenschaftsgeschichtliche Gründe.
Eine Herleitung aus dem Altgriechischen (epistéme politiké) stellt der Begriff Politologie dar, in Anlehnung an die moderne Soziologie. Allerdings entstand dieser Terminus ohne Rücksichtnahme auf das Griechische; eigentlich müsste er Politikologie lauten.

## Geschichte der Politikwissenschaft
Lange Zeit fand wissenschaftliches Nachdenken über Politik und ihre Ordnung im Rahmen akademischer Philosophie, insbesondere in der Tradition des politischen Aristotelismus, statt. Im Diskurs der frühneuzeitlichen Reichspublizistik, mit seinem Abwägen von Staatsrecht einerseits und politischer Wirklichkeit im Blick auf das Alte Reich andererseits, kann eine Wurzel deutscher Politikwissenschaft gesehen werden. Bereits im 18. Jahrhundert lehrte Joseph von Sonnenfels an der Universität Wien „Politische Wissenschaften“. Im 19. Jahrhundert etablierten sich an den Universitäten des deutschen Sprachraums Fächer wie die Kameralwissenschaft und die Policeywissenschaft. Dabei führte die damalige politische Wissenschaft Ansätze fort, die schon seit der frühen Neuzeit von Rechtswissenschaftlern, Politischen Philosophen, Theologen und von Historikern begründet worden sind.
Eine eigene Disziplin entwickelte sich in Deutschland aber erst nach dem Zweiten Weltkrieg unter US-amerikanischem Einfluss. Anknüpfen ließ sich dabei an Aktivitäten der Deutschen Hochschule für Politik, die in der Frühphase der Weimarer Republik 1920 in Berlin gegründet worden war und bis zu ihrer Eingliederung in die Berliner Universität 1940 bestand. Politikwissenschaft wurde damals im Wesentlichen als Demokratiewissenschaft verstanden.
Nach dem Zweiten Weltkrieg stand ihr Selbstverständnis als Demokratiewissenschaft und damit als Wissenschaft von der Funktionsweise der Demokratie erneut im Zentrum. Mit ihrer Hilfe sollten insbesondere Mittler wie Lehrer und Journalisten befähigt werden, den demokratischen Gedanken zu vermitteln und demokratisches Denken in der Bevölkerung zu verankern. Daher beschäftigte sich die frühe nachkriegsdeutsche Politikwissenschaft hauptsächlich mit der Analyse, der Funktionsweise und dem formellen Interagieren von Institutionen wie etwa den Parteien, den Gewerkschaften, dem Parlament oder der Bundesregierung. Heute bezeichnet man diesen Gegenstandsbereich als Polity.
Mit dem politischen und wirtschaftlichen Erfolg der Bundesrepublik Deutschland rückte die Erforschung der eigentlichen politischen Prozesse in den Vordergrund: Man versuchte zu verstehen, was innerhalb der Institutionen selbst passiert und welche Funktionen sie jeweils im Gesamtsystem erfüllten, anstatt zu beschreiben, welche Aufgaben sie formal haben. Dabei traten insbesondere die Verbände in den Mittelpunkt des Interesses, die – obwohl nicht gesetzlich verankert – gleichwohl einen wichtigen Anteil am politischen Prozess haben.
Man versuchte also, die tatsächlichen Willensbildungs- und Entscheidungsprozesse (Politics) zu analysieren und zu verstehen.
In der bundesdeutschen Entwicklung der Politikwissenschaft bildeten sich in den Jahrzehnten nach dem Zweiten Weltkrieg mit der Kölner Schule, der Freiburger Schule sowie der Marburger Schule sogenannte Schulen der Politikwissenschaft heraus, die jeweils ein spezifisches Verständnis des universitären Faches besaßen und vertraten.

## Teildisziplinen
Ebenso wie ihr Forschungsfeld, die Politik, ist auch die Politikwissenschaft bestrebt, ihre Betrachtungen zu spezialisieren, etwa auf einzelne Politiksektoren wie z. B. die Gesundheitspolitik. Hierbei ist Fachkompetenz zur Analyse der tatsächlichen Probleme erforderlich. Diese neuere Teildisziplin der Politikwissenschaft, die sich mit Sachproblemen einzelner Politikbereiche auseinandersetzt, wird Policy-Forschung oder auch Politikfeldforschung genannt.
Diese spielt für die Politikberatung eine zunehmende Rolle, mit Hilfe derer sich politische Entscheidungsträger an wissenschaftlich fundierter Beratung orientieren oder eine politische Entscheidung treffen und absichern wollen. Die Grenzen der Wissenschaftlichkeit solcher Beratungen sind jedoch oft unklar – vielfach sind es „Gefälligkeitsgutachten“, also interessengeleitete Gutachten, die zu einem vom Auftraggeber gewünschten Ergebnis kommen.
Die Paradigmen der Integrationswissenschaft und der Demokratiewissenschaft werden daher heute zunehmend durch die Auffächerung der Disziplin Politikwissenschaft in die Teildisziplinen Polity, Politics und Policy ersetzt.
Eine weitere, auch für die Lehrstuhlbezeichnungen gebräuchliche Unterteilung der Politikwissenschaft in Teildisziplinen ist die Unterteilung in Politisches System (bezogen auf einzelne Staaten, beispielsweise Deutschland; früher: Regierungslehre), Politische Theorie, Politikgeschichte, Internationale Politik oder Internationale Beziehungen, European Studies oder Europäische Politik, Vergleichende Politikwissenschaft oder Komparatistik (früher: Vergleichende Regierungslehre, auch Vergleichende Analyse politischer Systeme).
Zu den wichtigsten Gegenständen der Politikwissenschaft gehören die Strukturprobleme der Demokratie, politische Parteien und soziale Bewegungen, Internationale Beziehungen, Friedens- und Konfliktforschung, Staatsinterventionismus und Wirtschaft, Politische Bewusstseinsformen und Haltungen, öffentliche Meinung, Massenmedien und Wahlverhalten.

## Studium
Absolventen politikwissenschaftlicher Studiengänge sind jenseits der wissenschaftlichen Tätigkeit von Politikwissenschaftlern in vielen Berufsfeldern zu finden. Klassisch sind dabei vor allem die Politische Bildung, als Unterrichtsfach im Lehramt, in der Publizistik und in den Medien, in Parteien und Parlamenten, in Verbänden sowie auch in der öffentlichen Verwaltung und in internationalen Organisationen und zudem in der Wirtschaft. Die individuellen Berufslaufbahnen orientieren sich dabei neben der Absolvierung des politikwissenschaftlichen Studiums auch an Zusatzqualifikationen wie Sprachkenntnissen oder anschließenden weiteren fachlichen Qualifikationen.

### Deutschland
An fast jeder größeren deutschen Universität kann man Politikwissenschaft entweder als Haupt- oder Nebenfach studieren. Vereinzelt bieten kleinere Universitäten aus Ressourcenmangel Politikwissenschaft nur als Nebenfach an. Während früher oftmals Diplom- und einige wenige Magisterstudiengänge mit politikwissenschaftlichem Schwerpunkt existierten, werden infolge des Bologna-Prozesses heutzutage für Studienanfänger fast ausschließlich Bachelor- und Masterstudiengänge angeboten. Viele Studiengänge sind interdisziplinär ausgerichtet und verbinden Inhalte verschiedener Sozialwissenschaften mit politikwissenschaftlichen Kernthemen, was dem früheren Magisterstudium ähnelt. Das Staatsexamen für das Lehramt befähigt zur Ausübung des Lehrerberufs – das korrespondierende Unterrichtsfach Politische Bildung firmiert in den meisten Bundesländern unter verschiedenen Bezeichnungen: Gemeinschaftskunde, Sozialkunde, Gesellschaftslehre, Politik- und Sozialwissenschaft, Politik und Wirtschaft etc.
In der Nachkriegszeit wurden in Deutschland zahlreiche Institute für Politikwissenschaft gegründet. Auch einzelne Lehrstühle und Professuren können an manchen Universitäten existieren.
- Die Hochschule für Politik München bietet als eigenständiges Institut an der Technischen Universität München nach wie vor einen Diplom-Studiengang an. Sie bietet die Möglichkeit eines Studiums mit freier Wahl bei Vorlesungszeiten in den Abendstunden und (nach bestandener Aufnahmeprüfung) einer Immatrikulation auch ohne allgemeine Hochschulzugangsberechtigung.[2]
- Das älteste Institut für Politikwissenschaft in Deutschland befindet sich an der Eberhard Karls Universität Tübingen. Es wurde 1952 mit der Berufung Theodor Eschenburgs auf einen Lehrstuhl für Wissenschaftliche Politik begründet.
- Das Otto-Suhr-Institut für Politikwissenschaft ist ein Institut der Freien Universität Berlin. Es ist Teil des Fachbereichs Politik- und Sozialwissenschaften und die größte politikwissenschaftliche Einrichtung in Deutschland. 1956 wurde hier auf Vorschlag von Eugen Fischer-Baling der Grad des Diplom-Politologen eingeführt.[3]
- Das Geschwister-Scholl-Institut ist das politikwissenschaftliche Institut an der Ludwig-Maximilians-Universität München.[4]
- Als eine Einrichtung des Instituts für Politikwissenschaft der Universität Duisburg-Essen wurde 2006 die NRW School of Governance unter der Leitung von Karl-Rudolf Korte ins Leben gerufen.

In der DDR wurde offiziell eine Politikwissenschaft als bürgerliche Ideologie und Revisionismus abgelehnt. Insbesondere die Leiterin der Parteihochschule der SED, Hanna Wolf, lehnte eine marxistische Politikwissenschaft ebenso ab, wie die sich Anfang der 1960er Jahre in der DDR (Leipziger Universität) etablierende Disziplin „Wissenschaftlicher Sozialismus“. Das „vernichtende“ Argument war: „An der Leninschule in Moskau gab es das nicht.“ Tatsächlich begannen Anfang der 1970er Jahre unter der Überschrift Wissenschaftlicher Sozialismus und inspiriert von dem Leipziger Professor Günther Großer, zaghafte Versuche, eine marxistische Politikwissenschaft zu etablieren. Es entstand die sogenannte Leipziger Schule, zu der neben Günter Großer auch die Leipziger Wissenschaftler Rolf Reißig, Frank Berg und Robert Weiß gehörten. Insbesondere seit deren Wirken an der Akademie für Gesellschaftswissenschaften, begann eine verstärkte Profilierung der Disziplin als Politikwissenschaft in Gestalt klassischer Politikfeldforschung (Menschenrechte Frank Berg) Anwendung von Systemtheorien in Gestalt einer komparativen Sozialismusforschung (Robert Weiß). Folgerichtig waren die Mitarbeiter des Instituts „Wissenschaftlicher Sozialismus“ (Leitung Rolf Reißig) der Akademie für Gesellschaftswissenschaften am aktivsten beteiligt an einer innerparteilichen Opposition im Herbst 1989. Anfang 1990 wurde das Institut „Wissenschaftlicher Sozialismus“ in Institut für Politikwissenschaft umbenannt.
Neben der Leipziger Schule existierte aufgrund eines Beschlusses des Sekretariats des ZK der SED vom 18. Dezember 1974 an der Akademie der Wissenschaften der DDR ein „Nationalkomitee für politische Wissenschaften der DDR“. Das zentral vom Parteiapparat der SED gesteuerte Komitee wurde 1975 Kollektivmitglied der International Political Science Association (IPSA). Der Vorsitzende des Komitees, der Ostberliner Jurist Karl-Heinz Röder, wurde 1985 in Paris zum Mitglied des Exekutivkomitees der IPSA gewählt, die Wiederwahl erfolgte 1988 in Washington, D.C.

### Österreich
Als intellektueller Vater der Politikwissenschaft in Österreich gilt der österreichisch-US-amerikanische Historiker Ernst Florian Winter. 1938 musste er mit seinem Vater Ernst Karl Winter aus politischen Gründen in die Vereinigten Staaten emigrieren. Auf Einladung der Minister Drimmel und Klaus kehrte er 1960 nach Studien an der University of Michigan und Columbia University und Gastprofessuren an der Fletcher School of Law and Diplomacy, Princeton University, Georgetown University und Indiana University erneut nach Österreich zurück, um auch hier die Studienrichtung der Politikwissenschaft zu etablieren. 1964 wurde er von Bruno Kreisky zum Gründungsdirektor der Diplomatischen Akademie Wien bestellt. Ab 1967 war er im Institut für Höhere Studien in Wien tätig.
Ein Studium der Politikwissenschaft in Österreich ist als Teil des Bologna-Systems in ein Bachelor- und Masterstudium unterteilt. Danach ist die Promotion möglich. Neben dem wissenschaftlichen Abschluss eines Diplomstudiums ist auch ein Lehramtsabschluss möglich, bei dem Politikwissenschaft innerhalb des Lehrfachs Geschichte-Sozialkunde-Politische Bildung studiert wird. Politikwissenschaft wird in Österreich an den Universitäten Innsbruck, Salzburg und Wien angeboten. In Innsbruck wurde mit 1. Januar 2005 sogar eine eigene Fakultät für Politikwissenschaft und Soziologie eingerichtet. Dort gibt es seit dem Wintersemester 2007/08 auch die Bachelorstudien Politikwissenschaft und Soziologie (Abschluss jeweils mit Bachelor of Arts). Im Wintersemester 2008/09 wurden die beiden Masterstudiengänge „Europäische Politik und Gesellschaft“ und „Soziale und Politische Theorie“ eingerichtet. In Salzburg kann seit Herbst 2017 Politikwissenschaft auch zusammen mit Philosophie und Volkswirtschaftslehre studiert werden. Seit dem Wintersemester 2018/19 kann das Fach Politikwissenschaft im Doktoratsstudium der Sozial- und Wirtschaftswissenschaften an der Universität Linz studiert werden.

### Schweiz
Auch in der Schweiz lässt sich Politikwissenschaft an fast allen großen Universitäten studieren, namentlich in Zürich, Basel, Bern, Genf, Lausanne, Luzern und St. Gallen.
- St. Gallen bietet einen interdisziplinären Studiengang an, der Politikwissenschaft mit Volkswirtschaftslehre, öffentlicher Betriebswirtschaft und Recht kombiniert. In Genf kann zwischen einem interdisziplinären Lehrgang internationale Beziehungen, bestehend aus Politikwissenschaft, Recht, Geschichte und Volkswirtschaft und dem klassischen Lehrgang der Politikwissenschaft gewählt werden.
- In Bern kann die Politikwissenschaft mit der Soziologie und Kommunikations- und Medienwissenschaften studiert werden. Der neu entstandene Studiengang heißt „Sozialwissenschaften“.
- Die Universität Zürich bietet seit 2006 gemeinsam mit der ETH Zürich neben dem klassischen Studium der Politikwissenschaft auch einen spezialisierten, stark wissenschaftlich orientierten Masterstudiengang an, den MA CIS.
- Die Universität Luzern bietet einen interdisziplinären Studiengang namens Philosophy, Politics and Economics an.[7]

Das CIS (Center for Comparative and International Studies) ist ein politikwissenschaftliches Forschungsinstitut. Es wurde 1997 gebildet aus dem Institut für Politikwissenschaft der Universität Zürich und den politikwissenschaftlichen Lehrstühlen der ETH Zürich.

## Ungleiche Verbreitung der Politikwissenschaft rund um den Globus
Nach Ansicht des österreichischen Politikwissenschaftlers Arno Tausch zeigen Daten aus dem OCLC World Cat über das weltweite Publikationsaufkommen der letzten 5 Jahre im Bereich der Politikwissenschaft, dass es nach wie vor eine Dominanz der englischen Sprache in der Politikwissenschaft gibt. Unter dem Schlagwort „Political Science“ wurden im Zeitraum von 2016 bis 2021 nicht weniger als 505365 neue Titel in allen Sprachen registriert, wobei 69 % auf Englisch, 4,2 % auf Deutsch, 1,8 % auf Schwedisch und Französisch, 1,7 % auf Arabisch und 1,3 % auf Spanisch veröffentlicht wurden.
Laut Tauschs Studie erreichte in den letzten 5 Jahren nur eine kleine Spitzengruppe von 4,1 % der englischsprachigen Publikationen > 500 Bibliotheken und eine ebenso respektable Gruppe von 17,5 % der politikwissenschaftlichen Buchproduktion 50 - 499 Bibliotheken.
Ebenso erstaunlich sind die vorliegenden Daten über die immer noch bestehende Konzentration der Wissensproduktion. Länder mit nur 5,4 % der Weltbevölkerung beherbergen die Publikation von 70,1 % der in Scopus indizierten politikwissenschaftlichen Zeitschriften unserer Welt. Die Bibliotheken der BRICS-Länder Brasilien, Russland, Indien und China mit mehr als 40 % der Weltbevölkerung haben nur Zugang zu einem winzigen Bruchteil von jeweils weniger als 1 % der 474974 im OCLC Worldcat verzeichneten Werke mit dem Wort „Politikwissenschaft“ im Titel.
Von den 16705 Zeitschriftenpublikationen mit dem Stichwort „Politikwissenschaft“ erschienen nicht weniger als 11254 auf Englisch, während 772 Zeitschriften auf Deutsch, 711 auf Französisch und 471 auf Chinesisch erschienen. Die Analyse der geografischen Verteilung des weltweiten Bibliotheksbestands der American Political Science Review, der offiziellen Zeitschrift des weltweit renommiertesten politikwissenschaftlichen Berufsverbands, enthüllte laut der erwähnten Studie zudem wahrhaft schockierende Details über die, wie Tausch es nannte, begrenzte globale Verbreitung und geringe Sichtbarkeit politikwissenschaftlichen Wissens heute. Die Zeitschrift ist derzeit in 1797 Bibliotheken rund um den Globus verfügbar, aber von diesen Exemplaren haben nur 16 Bibliotheken in Lateinamerika, 7 Bibliotheken in Afrika südlich der Sahara, 6 Bibliotheken in Innerasien (< 3600 km von Ulaanbaatar, Mongolei entfernt) und 7 Bibliotheken in Südasien ein Abonnement der Zeitschrift. Die untersuchten Bibliothekssysteme in Albanien, Algerien, Bahamas, Bhutan, Bulgarien, Kolumbien, Costa Rica, Kuba, Zypern, Estland, Georgien, Griechenland, Iran, Kasachstan, Kosovo, Litauen, Malta, Mexiko, Moldawien, Montenegro, Namibia, Nordmazedonien, Oman, Panama, Peru, Rumänien, Slowakische Republik, Tunesien, Ukraine, Uruguay, Vatikan und Venezuela hatten jeweils weniger als 100 englischsprachige Titel zum Thema „Politikwissenschaft“.

### Besondere Studienformen in Deutschland
Die Universität Konstanz und die Universität Potsdam bieten interdisziplinäre politikwissenschaftliche Studiengänge mit verwaltungswissenschaftlichen Inhalten und besonderem Fokus auf der sozialwissenschaftlichen Methodenlehre an. Die Universität Erfurt und die Universität Passau bieten unter dem Namen Staatswissenschaften einen Studiengang, in dem Politikwissenschaft interdisziplinär mit Bezügen zu Nachbardisziplinen wie Rechtswissenschaft und Wirtschaftswissenschaften studiert werden kann. Ähnliche staatswissenschaftliche Programme existieren auch an der Leuphana Universität Lüneburg und mit starkem verwaltungspraktischen Bezug an der NRW School of Governance.
Die Zeppelin Universität Friedrichshafen bietet die interdisziplinär ausgerichteten 4-jährigen Bachelor- und 2-jährigen Masterstudiengänge „Politics, Administration & International Relations“ an, die Vertiefungen in „Managing Global Challenges & International Relations“, „Political Behavior & Decision Making“ und „Public Management & Policy, Regulation & E-Government“ ermöglichen. Zudem beinhaltet der Studiengang einen hohen Anteil an wirtschafts-, rechts- und kommunikationswissenschaftlichen Inhalten sowie Projektseminare auf Grundlage des forschenden Lernens. Darüber hinaus besteht die Möglichkeit im 4-jährigen Bachelorstudium SPE| Sociology, Politics & Economy einen Fokus auf folgende politische Felder zu setzen: Politische Ökonomie, Politische Philosophie, Demokratie- & Staatstheorien oder Europäische Integration.
An der Friedrich-Alexander-Universität Erlangen-Nürnberg kann Politikwissenschaft im Bachelor- und Masterstudiengang mit verschiedenen Schwerpunkten, teilweise unter Einbindung benachbarter Fächer, studiert werden. So bietet die Erlanger Universität u. a. die Schwerpunkte „Menschenrechte und Menschenrechtspolitik“ (als Teilfach vertreten durch einen eigenen Lehrstuhl), Öffentliches Recht (in Kooperation mit dem Fachbereich Rechtswissenschaft) oder „Außereuropäische Regionen“ (etwa Lateinamerika betreffend) an. Ein Masterstudiengang mit dem Schwerpunkt Politische Theorie ist in Vorbereitung. Umgekehrt kann Politikwissenschaft auch als Schwerpunkt im regionalwissenschaftlichen Masterstudiengang Nahoststudien gewählt werden. Eine Einbeziehung des Öffentlichen Rechts ist auch an der Julius-Maximilians-Universität Würzburg möglich.
Die FernUniversität in Hagen bietet ein Fernstudium der Politikwissenschaft an, das den Bachelorstudiengang Politikwissenschaft, Verwaltungswissenschaft, Soziologie (bis 2008: Politik- und Organisation, danach: Politik- und Verwaltungswissenschaft) und den Masterstudiengang Politikwissenschaft - Regieren und Partizipation (bis 2019: Governance) umfasst.
Es ist auch möglich, an der Helmut-Schmidt-Universität/Universität der Bundeswehr Hamburg im Diplomstudiengang Politikwissenschaft zu studieren. Voraussetzung hierfür ist eine Verpflichtung in der Offizierslaufbahn zum Soldat auf Zeit für mindestens 13 Jahre. Unter bestimmten Umständen ist auch das Studium als Zivilist ohne eine Verpflichtung bei der Bundeswehr möglich. Eine Besonderheit ist die Organisation des Studienablaufs in Trimestern statt in Semestern. Man studiert somit im Jahr drei Trimester anstatt zweier Semester. Der Arbeits- und Lernaufwand für ein Trimester entspricht dabei dem eines Semesters. Dadurch sind weniger Studienjahre bis zum Abschluss erforderlich und der Diplomstudiengang kann schon nach drei Jahren abgeschlossen werden.
Neuerdings bieten vereinzelt auch Universitäten Bachelor- oder Masterstudiengänge in Kooperation an. Die TU Darmstadt kooperiert beispielsweise mit den Universitäten Mainz und Frankfurt am Main und bietet damit Studierenden der Politikwissenschaft neben dem Masterstudiengang in Darmstadt (Governance und Public Policy) zwei weitere Studiengänge im Rahmen der Politikwissenschaft in Kooperation an.

## Berufssituation in Deutschland
An den Universitäten, Hochschulen und später Fachhochschulen entstand nach dem Zweiten Weltkrieg ein großer Bedarf an Lehrpersonal, weswegen die Politikwissenschaft eine attraktive Karrierechance für viele politikwissenschaftlich interessierte Wissenschaftler aus den Nachbardisziplinen darstellte.
Heute wird eine wissenschaftliche Karriere an Universitäten oder bei Forschungseinrichtungen nur etwa von jedem fünften Studierenden der Politikwissenschaft angestrebt. Die erfolgreiche Einbindung in den wissenschaftlichen Arbeitsmarkt ist dabei von unterschiedlichen Faktoren wie dem Alter zum Zeitpunkt der Promotion, dem Engagement des Betreuers, der breiten fachlichen und thematischen Ausrichtung der Ausbildung und gesellschaftlichen Rahmenbedingungen wie beispielsweise einem Generationenwechsel auf der Ebene der Professuren oder gesellschaftlichen Diskursen über die Bedeutung der Politikwissenschaft und der damit einhergehenden staatlichen Förderung der politikwissenschaftlichen Lehre und Forschung abhängig. In diesem Sinne unterliegt auch der politikwissenschaftliche Arbeitsmarkt gewissen Konjunkturen und weist somit momentan einen hohen Konkurrenzdruck auf. Frauen sind von diesen Aspekten auf eine sehr spezifische Art und Weise betroffen. Die Zahl der bei Parteien, Parlamenten, Verbänden oder Nichtregierungsorganisationen tatsächlich im politischen Sektor beschäftigten Politikwissenschaftlern liegt mit ca. 15 % nur unwesentlich unter der Zahl für die Wissenschaft.
Ein großer Anteil von Studienabsolventen des Faches Politikwissenschaft ist in unterschiedlichen Bereichen der Medien beschäftigt. Rund ein Fünftel ist in der freien Wirtschaft (insbesondere in den Bereichen Consulting und Public Relations) tätig, lediglich ein Zehntel in der öffentlichen Verwaltung. In diesem Bereich sehen sich Politologen in Deutschland ebenso wie Vertreter anderer staatswissenschaftlicher Disziplinen wie Verwaltungswissenschaftlern, Soziologen und Volkswirten durch das faktische „Juristenmonopol“ im höheren Dienst der öffentlichen Verwaltung in ihren Karrierechancen beschränkt.

## Fachverbände und -gesellschaften
Mehrere Fachverbände und wissenschaftliche Gesellschaften widmen sich der Förderung des Faches und der Vertretung seiner Anliegen in der Öffentlichkeit oder der Intensivierung der interuniversitären Zusammenarbeit:
- Deutsche Vereinigung für Politikwissenschaft (DVPW), größter deutscher Fachverband mit mehreren Untergliederungen
- Deutsche Gesellschaft für Politikwissenschaft (DGfP)
- Deutsche Gesellschaft zur Erforschung des Politischen Denkens (DGEPD), vor allem für den Bereich der Politischen Theorie
- Österreichische Gesellschaft für Politikwissenschaft (ÖGPW)
- Schweizerische Vereinigung für politische Wissenschaft (SVPW)

Ferner existiert mit der International Political Science Association (IPSA) auch ein internationaler Fachverband für Politikwissenschaftler. Die International Association for Political Science Students vertritt die Belange der Studierenden.

## Politikwissenschaftliche Institute in Deutschland (Auswahl)
- Institut für Politische Wissenschaft in Aachen
- Institut für Politikwissenschaft in Bamberg
- Otto-Suhr-Institut in Berlin
- Institut für Politische Wissenschaft und Soziologie in Bonn
- Institut für Politikwissenschaft in Bremen
- Institut für Politikwissenschaft (TU Chemnitz)
- Institut für Politikwissenschaft in Darmstadt
- Institut für Politikwissenschaft in Dresden
- Institut für Politikwissenschaft der Universität Duisburg-Essen
- Institut für politikwissenschaftliche Forschung und Beratung in Eberswalde
- Institut für Politische Wissenschaft Erlangen
- Institut für Politische Wissenschaft der Friedrich-Alexander-Universität Erlangen-Nürnberg
- Institut für Politikwissenschaft in Frankfurt am Main
- Institut für Politikwissenschaft in Gießen
- Institut für Politikwissenschaft in Göttingen
- Institut für Politikwissenschaft in Hannover
- Institut für Politische Wissenschaft in Heidelberg
- Institut für Politikwissenschaft in Jena
- Institut für Politikwissenschaft in Leipzig
- Institut für Politikwissenschaft in Mainz
- Institut für Politikwissenschaft in Marburg
- Geschwister-Scholl-Institut in München
- Institut für Politikwissenschaft in Münster
- Institut für Politikwissenschaft in Regensburg
- Institut für Politikwissenschaft in Tübingen
- Institut für Politikwissenschaft und Soziologie in Würzburg

## Politikwissenschaftliche Institute in Österreich (Auswahl)
- Institut für Politikwissenschaft in Wien
- Fachbereich Politikwissenschaft in Salzburg[22]

### Bibliografien, Datenbanken und Fachportale
Mehrere fachspezifische Bibliografien und bibliografische Datenbanken verzeichnen politikwissenschaftliche Veröffentlichungen und helfen bei der systematischen Erschließung relevanter Literatur:
- Pollux ist das Fachportal des Fachinformationsdienstes Politikwissenschaft, das von der Staats- und Universitätsbibliothek Bremen und von GESIS betrieben wird. Der Fachinformationsdienst wird von der DFG gefördert.[23]
- Die Annotierte Bibliografie der Politikwissenschaft erfasste und annotierte zwischen 1996 und 2015/16 sämtliche politikwissenschaftliche Monografien, Sammelbände und online-Dissertationen, die im deutschsprachigen Raum erscheinen.
- IREON Portal: Internationale Beziehungen und Länderkunde erschließt deutsch- und fremdsprachige Aufsätze aus verschiedenen Quellen, in der Regel ohne Abstract. Mit einem mehrsprachigen politikwissenschaftlichen Thesaurus.
- International Bibliography of the Social Sciences (IBSS) erfasst politikwissenschaftliche Monografien, Artikel, Aufsätze und Rezensionen aus über 100 Ländern.
- WiSo ist eine Fachbibliographie und Volltextdatenbank für die Wirtschafts- und Sozialwissenschaften des Anbieters Genios.

### Geschichte
Sammelbände
- Klaus von Beyme (Hrsg.): Politikwissenschaft in der Bundesrepublik Deutschland. Entwicklungsprobleme einer Disziplin. In: Politische Vierteljahresschrift. Sonderheft 17. VS, Opladen 1986, ISBN 3-531-11830-7.
- Gerhard Göhler, Bodo Zeuner (Hrsg.): Kontinuitäten und Brüche in der deutschen Politikwissenschaft. Nomos, Baden-Baden 1991, ISBN 3-7890-2268-3.
- Wilhelm Bleek, Hans J. Lietzmann (Hrsg.): Schulen in der deutschen Politikwissenschaft. Leske + Budrich, Opladen 1999, ISBN 3-8100-2116-4.
- Jürgen W. Falter, Felix W. Wurm (Hrsg.): Politikwissenschaft in der Bundesrepublik Deutschland. Westdeutscher Verlag, Wiesbaden 2003, ISBN 3-531-13815-4.
- Hans-Dieter Klingemann (Hrsg.): The State of Political Science in Western Europe. Barbara Budrich Publishers, Opladen 2007, ISBN 978-3-86649-045-1.
- Irene Gerlach, Eckhard Jesse, Marianne Kneuer, Nikolaus Werz (Hrsg.): Politikwissenschaft in Deutschland (= Veröffentlichungen der Deutschen Gesellschaft für Politikwissenschaft. Band 27). Nomos, Baden-Baden 2010, ISBN 978-3-8329-6229-6.
- Eckhard Jesse, Sebastian Liebold (Hrsg.): Deutsche Politikwissenschaftler – Werk und Wirkung. Von Abendroth bis Zellentin. Nomos, Baden-Baden 2014, ISBN 3-8329-7647-7.
- Susanne Ehrlich, Horst-Alfred Heinrich, Nina Leonhard, Harald Schmid (Hrsg.): Schwierige Erinnerung. Politikwissenschaft und Nationalsozialismus. Beiträge zur Kontroverse um Kontinuitäten nach 1945. Nomos, Baden-Baden 2015, ISBN 978-3-8487-1074-4. (Politikwissenschaftliche Rezension)

Monographien und Aufsätze zum Fach
- M. Rainer Lepsius: Denkschrift zur Lage der Soziologie und der Politischen Wissenschaft. Im Auftrage der Deutschen Forschungsgemeinschaft. Steiner, Wiesbaden 1961, DNB 453003710.
- Hans Kastendiek: Die Entwicklung der westdeutschen Politikwissenschaft. Campus, Frankfurt am Main 1977, ISBN 3-593-32212-9.
- Hans-Joachim Arndt: Die Besiegten von 1945. Versuch einer Politologie für Deutsche samt Würdigung der Politikwissenschaft in der Bundesrepublik Deutschland. Duncker & Humblot, Berlin 1978, ISBN 3-428-04238-7.
- Hans Maier: Politische Wissenschaft in Deutschland. Lehre und Wirkung. 2. Auflage. Piper, München 1985, ISBN 3-492-02620-6.
- Arno Mohr: Politikwissenschaft als Alternative. Stationen einer wissenschaftlichen Disziplin auf dem Wege zu ihrer Selbständigkeit in der Bundesrepublik Deutschland 1945–1965. Brockmeyer, Bochum 1988, ISBN 3-88339-651-6.
- Alfons Söllner: Deutsche Politikwissenschaftler in der Emigration. Studien zu ihrer Akkulturation und Wirkungsgeschichte. Westdeutscher Verlag, Opladen 1996, ISBN 3-531-12935-X.
- Wilhelm Bleek: Geschichte der Politikwissenschaft in Deutschland. Beck, München 2001, ISBN 3-406-49602-4.
- Wilhelm Bleek: Deutsche Staatswissenschaften im 19. Jahrhundert. Disziplinäre Ausdifferenzierung und Spiegelung moderner Staatlichkeit. In: Arthur Benz, Everhard Holtmann (Hrsg.): Policyforschung im Prozess der Staatsentwicklung. Opladen 2003.
- Jürgen Hartmann: Geschichte der Politikwissenschaft. Grundzüge der Fachentwicklung in den USA und in Europa. VS, Wiesbaden 2006, ISBN 3-8100-3717-6.

Monographien zu einzelnen Richtungen der Politikwissenschaft
- Horst Schmitt: Politikwissenschaft und freiheitliche Demokratie. Eine Studie zum „politischen Forschungsprogramm“ der „Freiburger Schule“ 1954–1970. Nomos, Baden-Baden 1995, ISBN 3-7890-3785-0.

Monographien zu einzelnen Vertretern
- Hans J. Lietzmann: Politikwissenschaft im „Zeitalter der Diktaturen“. Die Entwicklung der Totalitarismustheorie Carl Joachim Friedrichs. Opladen 1999.
- Ulrike Quadbeck: Karl Dietrich Bracher und die Anfänge der Bonner Politikwissenschaft. Nomos, Baden-Baden 2008, ISBN 978-3-8329-3740-9.
- Stephan Schlak: Wilhelm Hennis. Szenen einer Ideengeschichte der Bundesrepublik. C.H. Beck, München 2008, ISBN 978-3-406-56936-4.

### Einführungen
- Frieder Naschold: Politische Wissenschaft. Entstehung, Begründung und gesellschaftliche Einwirkung. Verlag Alber, Freiburg/München 1972, Verlag Alber, ISBN 3-495-47204-5.
- Iring Fetscher, Herfried Münkler (Hrsg.): Politikwissenschaft. Begriffe – Analysen – Theorien. Rowohlt, Reinbek 1985, ISBN 3-499-55418-6.
- Klaus von Beyme, Ernst Otto Czempiel, Peter Graf Kielmansegg, Peter Schmoock: Politikwissenschaft. Eine Grundlegung. Band I: Theorien und Systeme. Band II: Der demokratische Verfassungsstaat. Band III: Außenpolitik und Internationale Politik. Kohlhammer, Stuttgart 1987.
- Claus Leggewie (Hrsg.): Wozu Politikwissenschaft? Über das Neue in der Politik. Wissenschaftliche Buchgesellschaft, Darmstadt 1994, ISBN 3-534-12075-2.
- Hiltrud Naßmacher: Politikwissenschaft. Lehrbuch. Oldenbourg, München 1994. (6. Auflage 2010, ISBN 978-3-486-59759-2)
- Jürgen Hartmann: Politikwissenschaft. Eine problemorientierte Einführung in Grundbegriffe und Teilgebiete. Fakultas, Chur/CH 1995, ISBN 3-7186-5775-9.
- Arno Waschkuhn: Grundlegung der Politikwissenschaft. Zur Theorie und Praxis einer reflexiven Orientierungswissenschaft. Oldenbourg, München 2002, ISBN 3-486-25915-6.
- Herfried Münkler (Hrsg.): Politikwissenschaft. Ein Grundkurs. Rowohlts Enzyklopädie, Hamburg 2003. (2. Auflage 2006, ISBN 3-499-55648-0)
- Christiane Frantz, Klaus Schubert: Einführung in die Politikwissenschaft. Lit Verlag, Münster 2005, ISBN 3-8258-7257-2.
- Jürgen Bellers, Rüdiger Kipke: Einführung in die Politikwissenschaft. 4. Auflage. Oldenbourg, München 2006, ISBN 3-486-57735-2.
- Sanford F. Schram u. a. (Hrsg.): Making Political Science Matter. Debating Knowledge, Research and Method. New York University Press, New York / London 2006 (Google Books).
- Hermann Adam: Bausteine der Politik. Eine Einführung. VS Verlag für Sozialwissenschaften, Wiesbaden 2007, ISBN 978-3-531-15486-2.
- Eckhard Jesse, Florian Hartleb: Politikwissenschaft. Eine Einführung. VS Verlag für Sozialwissenschaften, Wiesbaden 2007, ISBN 978-3-531-14953-0.
- Werner J. Patzelt: Einführung in die Politikwissenschaft. Grundriss des Faches und studiumbegleitende Orientierung. 7., erneut überarbeitete und stark erweiterte Auflage. Wissenschaftsverlag Rothe, Passau 2007, ISBN 978-3-936332-10-0.
- Michael Roskin, Robert L. Cord, James A. Medeiros, Walter S. Jones: Political Science. An Introduction. Prentice Hall, New York 2007, ISBN 978-0-13-242576-6.
- Anton Pelinka, Johannes Varwick: Grundzüge der Politikwissenschaft (= UTB. 2613). 2. bearb. und erg. Auflage, Böhlau/UTB, Stuttgart 2010, ISBN 978-3-8252-2613-8.
- Peter Nitschke: Einführung in die Politikwissenschaft. Wissenschaftliche Buchgesellschaft, Darmstadt 2012, ISBN 978-3-534-24825-4.
- Manfred G. Schmidt, Frieder Wolf, Stefan Wurster (Hrsg.): Studienbuch Politikwissenschaft. Springer VS, Wiesbaden 2013, ISBN 978-3-531-18233-9.
- Michael Thöndl: Einführung in die Politikwissenschaft. Meilensteine, Methodik und Arbeitsweisen in der politischen Theorie und Ideengeschichte. 2., erweiterte und aktualisierte Auflage. Böhlau, Köln/Weimar/Wien 2015, ISBN 978-3-205-78898-0.
- Dirk Berg-Schlosser, Theo Stammen: Politikwissenschaft. Eine grundlegende Einführung (= UTB. 3783). 8. Auflage. Nomos/UTB, Baden-Baden 2013, ISBN 978-3-8252-3783-7.
- Reinhold Zippelius: Allgemeine Staatslehre/Politikwissenschaft. 17. Auflage, C.H. Beck, München 2017, ISBN 978-3-406-71296-8.
- Thomas Bernauer, Detlef Jahn, Patrick Kuhn, Stefanie Walter: Einführung in die Politikwissenschaft. 4., durchgesehene Auflage. Nomos, Baden-Baden 2018, ISBN 978-3-8487-4872-3.
- Hans-Joachim Lauth, Christian Wagner (Hrsg.): Politikwissenschaft. Eine Einführung (= UTB. 1789). 9., aktualisierte Auflage. Schöningh/UTB, Paderborn 2019, ISBN 978-3-8252-4976-2.

### Nachschlagewerke, Hilfsmittel
- Karl-Heinz Röder, Jörg Franke: Political Science Research in the German Democratic Republic, in: GERMAN DEMOCRATIC REPUBLIC, International Handbook of Political Science, edited by William G. Andrews, Greenwood Press, Westport, Connecticut 1982, Seite 178ff.
- Theoretische und methodologische Voraussetzungen der Untersuchung der Politik im wissenschaftlichen Kommunismus : e. Beitr. zu methodolog. Problemen d. wissenschaftl. Kommunismus / Diss. B (1983) eingereicht von Robert Weiß.
- Karl-Heinz Röder: The Perception of the United States in GDR Policy and Society: Preconditions and Possibilities  for a Dialogue, in: Studies in GDR Culture and Society, Hrsg. edited by Margy Gerber, University Press of America, New York 1986, Seite 31–36.
- Karl-Heinz Röder: Political Science in the German Democratic Republic, in: PS: Political Science and Politics, Washington, D.C.  1989.
- Frank Berg, Bärbel Möller, Rolf Reißig: Pro und contra politikwissenschaftliche Forschung in der DDR. In: Politische Vierteljahresschrift, Wiesbaden 33(1992)2, S. 256–277.
- Rolf Reißig: Dialog durch die Mauer: Die umstrittene Annäherung von SPD und SED. Campus Verlag, 1. Auflage (19. August 2002), ISBN 3-593-37066-2.
- Lothar Mertens: Rote Denkfabrik? Die Akademie für Gesellschaftswissenschaften beim ZK der SED. Lit Verlag Münster; 1. Auflage (September 2004), ISBN 3-8258-8034-6.
- Manfred G. Schmidt: Wörterbuch zur Politik (= Kröners Taschenausgabe. Band 404). 2., vollständig überarbeitete und erweiterte Auflage. Kröner, Stuttgart 2004, ISBN 3-520-40402-8.
- Steffen Kailitz (Hrsg.): Schlüsselwerke der Politikwissenschaft. VS, Wiesbaden 2007, ISBN 978-3-531-14005-6.
- Theo Stammen, Gisela Riescher, Wilhelm Hofmann (Hrsg.): Hauptwerke der politischen Theorie (= Kröners Taschenausgabe. Band 379). 2., aktualisierte und erweiterte Auflage. Kröner, Stuttgart 2007, ISBN 978-3-520-37902-3.
- Dieter Nohlen, Florian Grotz (Hrsg.): Kleines Lexikon der Politik. 4. Auflage. Beck, München 2007, ISBN 978-3-406-51062-5.
- Wichard Woyke, Uwe Anderson (Hrsg.): Handwörterbuch des politischen Systems der Bundesrepublik Deutschland. 6. Auflage. Wiesbaden 2009, ISBN 978-3-531-15727-6.
- Dieter Nohlen, Rainer-Olaf Schultze (Hrsg.): Lexikon der Politikwissenschaft. Theorien, Methoden, Begriffe. 2 Bände. 4. Auflage. Beck, München 2010.
  - Band 1: A-M. ISBN 978-3-406-59233-1.
  - Band 2: N-Z. ISBN 978-3-406-59234-8.
- Wichard Woyke (Hrsg.): Handwörterbuch Internationale Politik. 12. Auflage. Budrich, Opladen 2011, ISBN 978-3-8252-0702-1.
- Eckhard Jesse, Sebastian Liebold (Hrsg.): Deutsche Politikwissenschaftler – Werk und Wirkung. Von Abendroth bis Zellentin. Nomos, Baden-Baden 2014, ISBN 978-3-8329-7647-7.

### Politische Philosophie, Ideengeschichte, Theorie
- Klaus von Beyme: Die politischen Theorien der Gegenwart. Eine Einführung. München 1980, ISBN 3-492-00511-X.
- Karl-Heinz Röder (Hrsg.): Karl Marx und die politische Theorie der Gegenwart. Berlin 1983.
- Hans Joachim Lieber (Hrsg.): Politische Theorien von der Antike bis zur Gegenwart. (= Sonderdruck der Bundeszentrale für Politische Bildung. Band 299). Bonn 1993.
- Will Kymlicka: Politische Philosophie heute. Eine Einführung Campus, Frankfurt am Main / New York 1997, ISBN 3-593-35891-3.
- Hauke Brunkhorst: Einführung in die Geschichte politischer Ideen. München 2000, ISBN 3-8252-2161-X.
- Wilfried Röhrich: Herrschaft und Emanzipation. Prolegomena einer kritischen Politikwissenschaft. Duncker & Humblot, Berlin 2001, ISBN 3-428-09768-8.
- Henning Ottmann: Geschichte des politischen Denkens. Von den Griechen bis zur Neuzeit. 8 Teilbände. Stuttgart/Weimar 2001–2008.
- Klaus von Beyme: Politische Theorien im Zeitalter der Ideologien (1789–1945). Westdeutscher Verlag, Wiesbaden 2002, ISBN 3-531-13875-8.
- Hans Maier, Horst Denzer (Hrsg.): Klassiker des politischen Denkens. 2 Bände. 8. Auflage. Beck, München 2004, ISBN 3-406-42161-X.
- Wilhelm Bleek, Hans J. Lietzmann (Hrsg.): Klassiker der Politikwissenschaft. Von Aristoteles bis David Easton. Beck, München 2005, ISBN 3-406-52794-9.
- Walter Reese-Schäfer: Klassiker der politischen Ideengeschichte. Von Platon bis Marx. Oldenbourg, München/Wien 2007, ISBN 978-3-486-58282-6.
- Manfred Brocker (Hrsg.): Geschichte des politischen Denkens. Ein Handbuch mit 53 Werken politischer Denker. Frankfurt am Main 2007, ISBN 978-3-518-29418-5.
- Anton Pelinka, David Wineroither (Hrsg.): Politische Ideen und Gesellschaftstheorien im 20. Jahrhundert. Wien 2007, ISBN 978-3-7003-1627-5.
- Marcus Llanque: Politische Ideengeschichte. Ein Gewebe politischer Diskurse. Oldenbourg, München/Wien 2008, ISBN 978-3-486-58471-4.
- Klaus von Beyme: Theorie der Politik im 20. Jahrhundert. Von der Moderne zur Postmoderne. Erweiterte Ausgabe. Suhrkamp, Frankfurt am Main 2007, ISBN 978-3-518-28569-5.
- Tobias Bevc: Politische Theorie. Einführung. (= Lizenzausgabe der Bundeszentrale für Politische Bildung. Band 668). Bonn 2007, ISBN 978-3-89331-829-2.
- Klaus von Beyme: Geschichte der politischen Theorien in Deutschland 1300–2000. VS Verlag, Wiesbaden 2009, ISBN 978-3-531-16806-7.
- Bernd Ladwig: Moderne politische Theorie. Fünfzehn Vorlesungen zur Einführung. Wochenschau-Verlag, Schwalbach am Taunus 2009, ISBN 978-3-89974-454-5.
- Walter Seitter: Menschenfassungen. Studien zur Erkenntnispolitikwissenschaft (Boer München 1985), ISBN 3-924963-00-2. Zweite Auflage mit einem Vorwort des Autors und einem Essay von Friedrich Balke (Velbrück Weilerswist 2012), ISBN 978-3-942393-29-4.
- Reinhold Zippelius: Geschichte der Staatsideen. 10. Auflage. C.H. Beck, München, 2003, ISBN 3-406-49494-3.
- Wilhelm Bleek, Andreas Anter: Staatskonzepte. Die Theorien der bundesdeutschen Politikwissenschaft. Campus Verlag, Frankfurt am Main / New York 2013, ISBN 978-3-593-39895-2.
- Gary Schaal, André Brodocz (Hrsg.): Politische Theorien der Gegenwart. 3 Bände. Barbara Budrich, Opladen 2016, ISBN 978-3-8252-3880-3.
- Ulf Bohmann, Paul Sörensen (Hrsg.): Kritische Theorie der Politik. Suhrkamp, Berlin 2019, ISBN 978-3-518-29863-3.

### Demokratietheorien
- Peter Massing, Gotthard Breit (Hrsg.): Demokratie-Theorien. Einführende Überblicksdarstellung: Von der Antike bis zur Gegenwart. (= Lizenzausgabe der Bundeszentrale für Politische Bildung. Band 424). Schwalbach am Taunus 2002, ISBN 3-89331-518-7.
- Manfred Gustav Schmidt: Demokratietheorien. Eine Einführung. 3. Auflage. Opladen, Wiesbaden 2000/2006, ISBN 3-8100-2635-2.
- Giovanni Sartori: Demokratietheorie. 3. Auflage. Hrsg. Rudolf Wildenmann. Darmstadt 2006, ISBN 3-534-19609-0.
- Arno Waschkuhn: Demokratietheorien. Politiktheoretische und ideengeschichtliche Grundzüge. Lehr- und Handbuch. München 1998, ISBN 3-486-23557-5.
- Richard Saage: Demokratietheorien. Historischer Prozess – Theoretische Entwicklung – Soziotechnische Bedingungen. Eine Einführung. Wiesbaden 2005, ISBN 3-531-14722-6.
- Oliver Lembcke, Claudia Ritzi, Gary Schaal (Hrsg.): Zeitgenössische Demokratietheorien. Band 1: Normative Demokratietheorien. Band 2: Empirische Demokrathietheorien. Springer VS, Wiesbaden 2012, ISBN 978-3-658-11790-0.

### Vergleichende Politikwissenschaft, Deutsche Politik, Verwaltungswissenschaft
- Karl-Heinz Röder: Das politische System der Bundesrepublik Deutschland. Berlin 1985.
- Franz Lehner, Ulrich Widmaier: Vergleichende Regierungslehre. Wiesbaden 2005, ISBN 3-8100-3199-2.
- Wolfgang Rudzio: Das politische System der Bundesrepublik Deutschland. 8. Auflage. Wiesbaden 2011, ISBN 978-3-531-17582-9.
- Michael Greven: Politisches Denken in Deutschland nach 1945. Erfahrung und Umgang mit der Kontingenz in der unmittelbaren Nachkriegszeit. Opladen 2007, ISBN 978-3-86649-079-6.
- Arno Kahl, Karl Weber: Allgemeines Verwaltungsrecht. 2. Auflage. Wien 2008, ISBN 978-3-7089-0296-8.
- Wolfgang H. Lorig: Moderne Verwaltung in der Bürgergesellschaft. Entwicklungslinien der Verwaltungsmodernisierung in Deutschland. Baden-Baden 2008, ISBN 978-3-8329-3278-7.
- Arthur Benz: Der moderne Staat. Grundlagen der politologischen Analyse. 2. Auflage. München 2008, ISBN 978-3-486-58749-4.
- Robert Weiß, Manfred Heinrich: Der Runde Tisch: Konkursverwalter des „realen“ Sozialismus. Analyse und Vergleich des Wirkens Runder Tische. In: Europa.Köln: Bundesinst. für Ostwiss. und Internat. Studien (BIOST, 1991). - V, 51 S. Thema (Schlagwort.)

### Internationale Politik, Entwicklungspolitik, Friedensforschung
- Anja Jetschke: Internationale Beziehungen : eine Einführung. Narr Francke Attempto, Tübingen 2017, ISBN 978-3-8233-6744-4.
- Jürgen Hartmann: Einführung in die Internationalen Beziehungen. 2. Auflage. VS Verlag, Wiesbaden 2009, ISBN 978-3-531-16689-6.
- Manfred Knapp, Gert Krell (Hrsg.): Einführung in die internationale Politik. Studienbuch. 4. Auflage. Oldenbourg, München/Wien 2004, ISBN 3-486-25968-7.
- Gert Krell: Weltbilder und Weltordnung. Einführung in die Theorie der Internationalen Beziehungen. 3. Auflage. Nomos, Baden-Baden 2004, ISBN 3-8329-0966-4.
- Franz Nuscheler: Lern- und Arbeitsbuch Entwicklungspolitik. 5. Auflage. Bonn 2004, ISBN 3-8012-0350-6.
- Franz Nuscheler: Entwicklungspolitik. Hrsg. von der Bundeszentrale für politische Bildung. Bonn 2005, ISBN 3-89331-609-4.
- Johan Galtung: Frieden mit friedlichen Mitteln. Friede und Konflikt, Entwicklung und Kultur. 2. Auflage. Münster 2007, ISBN 978-3-89688-305-6.
- Sven Chojnacki: Wandel der Gewaltformen im internationalen System 1946–2006. Osnabrück 2008, DNB 989369129.
- Siegfried Schieder, Manuela Spindler (Hrsg.): Theorien der internationalen Beziehungen. Leske + Budrich, Opladen 2003, ISBN 3-8252-2315-9 [Das Lehrbuch wurde 2008 mit dem von der Fritz Thyssen Stiftung, dem Börsenverein des Deutschen Buchhandels und dem Auswärtigen Amt gestifteten Preis „Geisteswissenschaften international“ ausgezeichnet].
- Alexander Siedschlag, Anja Opitz, Jodok Troy, Anita Kuprian: Grundelemente der internationalen Politik. UTB Böhlau, Wien u. a. 2007, ISBN 978-3-8252-2955-9.

### Berufsfelder
- Matthias Catón, Julia Leininger, Philip Stöver, Claudia Zilla (Hrsg.): Politikwissenschaft im Beruf. Perspektiven für Politologinnen und Politologen. Münster 2005, ISBN 3-8258-8360-4.
- Helga Ostendorf: Politikwissenschaftlerinnen – Auf Dauer in der Minderheit? (PDF; 157 kB) auf: gender politik online. 2009, abgefragt am 27. August 2009.
- Barbara Strobel: Was sie wurden, wohin sie gingen. (PDF; 213 kB) Ergebnisse einer Verbleibstudie über PromovendInnen und HabilitandInnen des Fachbereichs Politik- und Sozialwissenschaften der Freien Universität Berlin. auf: gender politik online. 2009, abgefragt am 26. August 2009.
- Jakob Lempp, Angela Meyer: Berufsfelder für Politikwissenschaftler. (PDF; 0,4 MB) Berufsfelder für Politikwissenschaftler, in: Political Science Applied, Heft 1, 2013, abgefragt am 10. Januar 2023.